# 아미노화
아미노화(영어: amination) 또는 아민화는 분자에서 아미노기를 도입하는 화학적 과정이다. 이러한 유형의 반응은 유기 질소 화합물에 널리 퍼져 있기 때문에 중요하다.

## 반응

### 아미노화효소
아미노화 반응을 촉매하는 효소를 아미노화효소(영어: aminase)라고 한다. 아미노화는 암모니아 또는 알킬화, 환원성 아미노화 및 만니히 반응과 같은 다른 아민과의 반응을 포함하여 다양한 방식으로 일어날 수 있다(–CO2H --> –CONH2).

### 산 촉매 하이드로아미노화
많은 알킬 아민들은 고체산 촉매의 존재 하에서 암모니아를 사용하여 알코올을 아미노화함으로써 산업적으로 생산된다. 터트-뷰틸아민은 다음과 같이 생성된다.
NH3  +  CH2=C(CH3)2  →   H2NC(CH3)3
아이소뷰틸렌과 사이안화 수소의 리터 반응은 너무 많은 불필요한 부산물들을 생성하기 때문에 이러한 경우에 유용하지 않다.

### 친전자성 아미노화
친전자성 아미노화에서 친핵체인 아민은 친전자체인 다른 유기 화합물과 반응한다. 이러한 반응 감도는 옥사지리딘, 하이드록실아민, 옥심 및 기타 N–O 기질을 포함한 일부 전자 결핍 아민에 대해 역전될 수 있다. 아민이 친전자체로 사용되는 경우의 반응을 친전자성 아미노화라고 한다. 친전자성 아미노화를 위해 친핵체로 사용될 수 있는 전자가 풍부한 유기 기질에는 탄소 음이온 및 엔올레이트가 있다.

### 기타 방법
α-하이드록시산은 암모니아 수용액, 수소 가스 및 불균일 금속 루테늄 촉매를 사용하여 직접적으로 아미노산으로 전환될 수 있다.

### 금속 촉매 하이드로아미노화
하이드로아미노화에서 아민은 알켄에 첨가된다.

## 같이 보기
- 탈아미노화
- 알킬화 – 알킬기의 첨가
- 아실화 – 아실기(–C(O)R)의 첨가